# 鄭南榕
鄭 南榕（てい なんよう、英語: Cheng Nan-jung、1947年9月12日 - 1989年4月7日）は、台湾の民主化運動家、編集者。

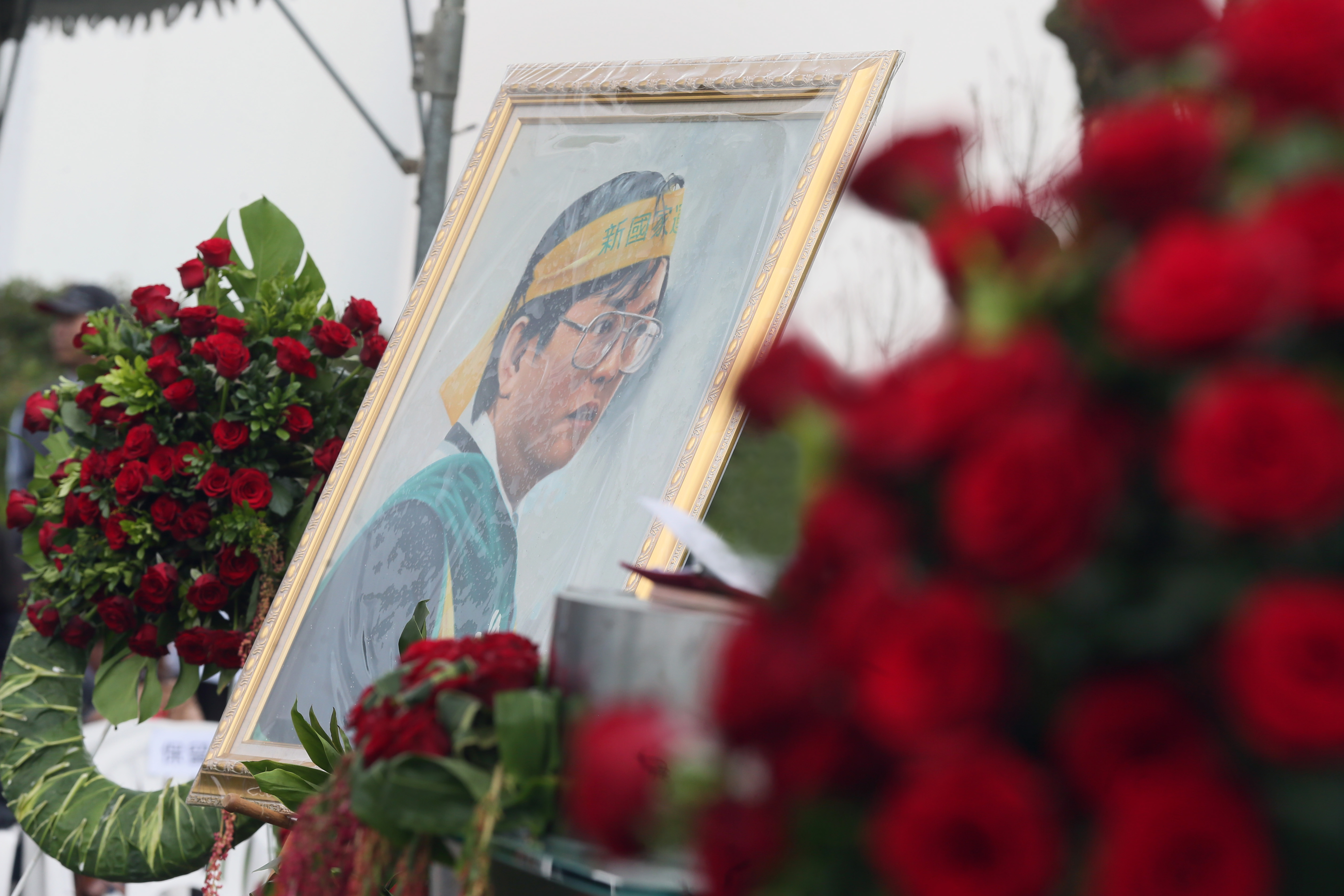
鄭南榕肖像

## 経歴
台湾の政治雑誌『自由時代』の編集長。台湾の反国民党派を支持し、表現の自由と台湾の民主化を訴え、台湾独立運動を主張した。妻は政治家で現・台湾観光協会会長の葉菊蘭。鄭南榕の父親は中国本土の福建省・福州の人でいわゆる「外省人」、母親は台湾にルーツのある「本省人」だった。国民党による戒厳令下の台湾で政府の厳しい検閲に遭いながら5年8ヶ月、302号、雑誌「自由時代」を出し続けた（厳密には、その反政府的な内容から出版禁止に追い詰められるたびに微妙にタイトルを変えていたが、「時代」と言う言葉を残し、デザインもほぼ統一していたために、一目に鄭南榕の雑誌と分かるものだった）。
「100%の言論の自由」を常に主張し、韓国の民主化運動に強く影響を受けた行動とされている。「行動する思想家」「やると決めたら徹底してやり遂げる信念を持つ人」とも評される。
雑誌「自由時代」の創刊の他にも、「二二八平和日促進会」を設立して、第二次世界大戦後、1947年に台湾で発生した二・二八事件に対する救済を求めた。また「五一九緑色運動」を2回組織し、群衆の力で当局に戒厳令の解除を迫った。1986年に初めて逮捕された以降、8ヶ月の懲役を含め、2度も国民党政権に逮捕されていた。
1989年1月27日、国民党政権による強行逮捕に反抗して、編集室に立て籠もりを開始。71日後の1989年4月7日、機動隊の突入直前に、雑誌社の編集長室を封鎖し、ガソリンに火をつけて焼身自殺した。彼の死は国民運動の高まりに大きな影響を与え、台湾の政治改革の起爆剤となった。編集室は今も黒焦げた状態で台北の松山区にあり、そのまま自由巷として残されていて、その前の通りは「自由巷」と名付けられている。また、4月7日は台湾の「言論の自由の日」に定められている。
来日経験もあり、東京に滞在し日本で暮らす台湾人と交流していたという。かつて台北駐日文化代表処の代表を務めた、津田塾大学名誉教授の許世楷もその一人であり、タバコを吸いながら、徹夜で未来の台湾の自由と民主主義について語り合ったこともある。また、許世楷が作った台湾の新憲法草案は鄭南榕により雑誌・自由時代に掲載され、世に広まった。